# ゆとりーとライン
ゆとりーとライン（英: Yutorito Line）は、名古屋ガイドウェイバスのガイドウェイバス（ガイドウェイバス志段味線）と名古屋市交通局の路線バス（名古屋市営バス）の直通運行によって一体として提供される旅客輸送サービスである。営業区域は愛知県名古屋市、春日井市および尾張旭市である。

## 概要

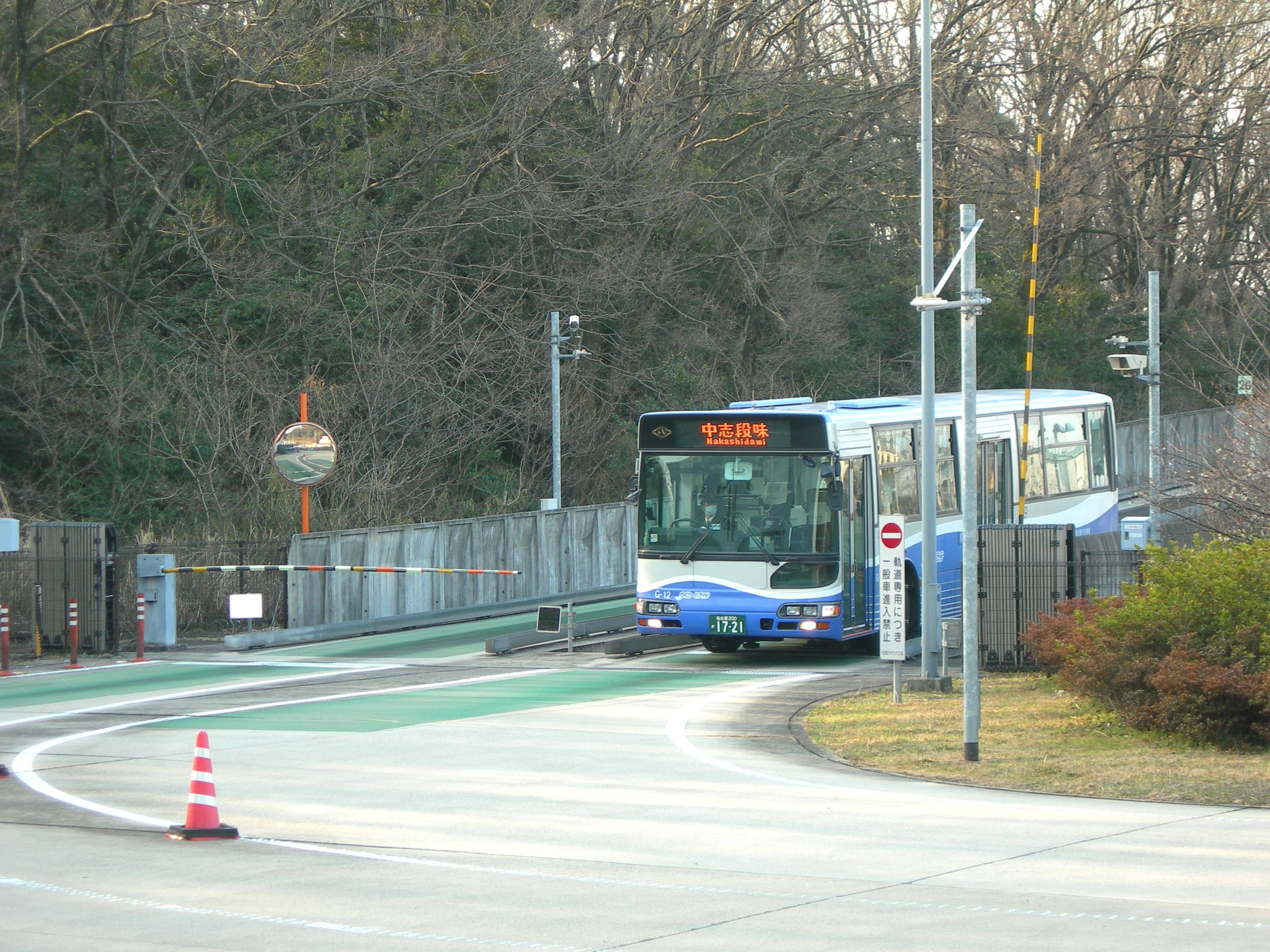
小幡緑地駅のモードインターチェンジ

ガイドウェイバスとは、ガイドレールを備えた専用軌道に対し、これを案内輪でトレースしてステアリング操作が不要な半自動運転を実現しつつ、一般道路においても普通のバスとして走行可能な新交通システムである。都市部では一般道路で発生する交通渋滞の影響を受けない専用軌道を走行し、郊外では一般道路を走行する。高架のバス専用軌道には2本のガイドレールが敷かれており、バスの前後に取付けられた案内装置をガイドレールに接触させて、その誘導でバスを走行させる。
「ゆとりーとライン」は、交通渋滞の影響を受けずに快適に移動ができる特徴を反映して「ゆとり」と「ストリート」を掛け合わせたもので、当初は名古屋ガイドウェイバスがガイドウェイバス志段味線の愛称として公募したものであるが、その後名古屋ガイドウェイバスと名古屋市、名古屋鉄道、ジェイアール東海バスとの間で交わされた公式文書においては「名古屋市東区東大曽根町から同市守山区志段味支所を経て、春日井市高蔵寺及び瀬戸市みずの坂にいたるまでの路線」を指す名称として用いられている。

## 歴史
- 1985年（昭和60年）3月 建設省がガイドウェイバスシステムの開発に着手。
- 1986年（昭和61年） ガイドウェイバスシステム導入について検討開始。
- 1988年（昭和63年）2月 名古屋市基幹公共交通網調査委員会答申。
- 1990年（平成2年）
  - 同年度 志段味線事業採択。
  - 10月 名古屋市ガイドウェイバスシステム志段味線検討委員会設置・ガイドウェイバスシステム志段味線関連バス事業者調整会議設置。
- 1992年（平成4年）1月 運輸政策審議会答申第12号。
- 1993年（平成5年）12月 都市計画の原案を愛知県知事に提出。
- 1994年（平成6年）
  - 1月 「名古屋ガイドウェイバス株式会社」（仮称）設立発起人会開催。
  - 3月 軌道法に基づく特許の申請。
  - 4月1日 「名古屋ガイドウェイバス株式会社」設立[6][7]。
  - 9月 特殊街路9・7・1号ガイドウェイバス専用道志段味線の都市計画決定。
  - 10月25日 軌道法に基づく特許の取得[7]。
  - 11月 都市高速鉄道ガイドウェイバス志段味線の都市計画決定。
  - 12月 軌道法に基づく工事施行認可申請。
- 2000年（平成12年）
  - 9月18日 開業時期を2001年3月と決定[8]。
  - 11月15日 営業車両2両を公開すると同時に、公募によって決定した「ゆとりーとライン」の愛称を公表[9]。
  - 11月22日 名古屋市などが、大曽根 - 中志段味間の運賃を470円で認可申請する方針を固める[10]。
  - 12月14日 開業日を2001年3月23日と決定。大曽根 - 中志段味間の運賃を440円で認可申請する方針を固める（平面区間は200円と230円の2区間に分ける）[11]。
  - 12月20日 大曽根 - 中志段味間の運賃を420円で認可申請する旨、名古屋市議会都市消防委員会が了承（平面区間のうち小幡緑地 - 中志段味間を200円均一としたほか、高架区間と平面区間の乗り継ぎ割り引きを見直し）[12]。
  - 12月26日 中部運輸局に対し、運賃の認可を申請[13]。
- 2001年（平成13年）
  - 1月16日 名古屋市が、同市が発行する「敬老特別乗車券」および「福祉特別乗車券」について、ガイドウェイバス志段味線を共同運行する名古屋鉄道およびジェイアール東海バスの車両でも使用可能とすると決定[14]。
  - 3月5日 報道陣向けにガイドウェイバス試乗会開催[15]。
  - 3月8日 中部運輸局より、運賃の認可[16]。
  - 3月11日 ガイドウェイバス試乗会開催。沿線住民など1200人が参加[17]。
  - 3月22日 ガイドウェイバス志段味線開業に先立ち、大曽根駅で記念式典を実施[18]。
  - 3月23日 ガイドウェイバス志段味線が開業[6][7]。大曽根 - 小幡緑地・中志段味・高蔵寺・瀬戸みずの坂間の4路線を運行開始。
  - 10月4日午後 高円宮憲仁親王・同妃久子が乗車。管理センターを視察。
- 2002年（平成14年）4月1日 大曽根 - 中志段味間の路線に志段味スポーツランド経由便を新設。
- 2003年（平成15年）
  - 7月6日・7日 乗車人数500万人達成記念で、オリジナルグッズ「ぷるぷるガイドウェイバス」を乗客に無料配布。
  - 9月16日 大曽根駅前のビルにて名古屋立てこもり放火事件が発生。これに伴い、一時運転を見合わせた。
  - 9月20日・21日 全線にて「運賃半額キャンペーン」を実施（現金乗車の大人が対象）。
- 2004年（平成16年）
  - 3月15日 21時54分頃、高架を降りてすぐの竜泉寺口交差点において、G-54号車（大曽根発高蔵寺行き）と信号無視の乗用車が激突。双方の車両に負傷者が発生した。
  - 9月 大曽根 - 小幡緑地間 特割通学定期「ゆとり〜と『学・遊』パス」の取り扱い開始[19]。
  - 10月6日 駅番号制を開始[20]。
- 2005年（平成16年）4月14日 乗車人数1000万人達成。オリジナルグッズ「ゆとりーとくるっぴー」を乗客に無料配布[21]。
- 2006年（平成18年）9月 ダイヤ改正で中志段味 - 高蔵寺間からジェイアール東海バス担当便が全廃。高蔵寺便の昼間時の本数が1時間1本に減便（改正前は1時間3本設定）。また、瀬戸みずの坂便も昼間時の本数が2時間1本に減便（改正前は1時間1本設定）
- 2007年（平成19年）11月15日 8時15分頃、ナゴヤドーム前矢田 - 大曽根駅間の上り線を走行中のG-13号車（中志段味発 志段味スポーツランド経由 大曽根行き。144コース）が大曽根駅手前のカーブにて脱線。一時運転を見合わせた。後の調査によれば、事故現場の約1.6キロ手前から、高架走行に必要な案内輪が何らかの理由により格納された状態になっていたとのこと[22]。翌16日に中部運輸局鉄道部から警告書を発出される[23]。
- 2008年（平成20年）
  - 5月17日 乗車人数2000万人達成。
  - 10月31日 2007年11月15日の脱線事故について、運輸安全委員会が鉄道事故調査報告書を公表[22]。
- 2009年（平成21年）
  - 6月15日 2007年11月15日の脱線事故について「ガイドウェイバス志段味線車両脱線事故 文書警告に対する報告書」を公表[24]。
  - 10月1日 ダイヤ改正並びに運行体制の変更。瀬戸みずの坂線廃止。名鉄バス、ジェイアール東海バスが運行から撤退[注 1]、運行委託は名古屋市交通局のみになる。
- 2011年（平成23年）
  - 2月11日 ICカード乗車券manacaを導入[25][26]。
  - 4月 開業10周年企画の実施[27]
    - 4月11日 開業10周年企画として、ゆとりーとラインの車両を模したオリジナルピンバッジを乗客に無料配布。同時にこの日から4月28日までの間、すべての車両の先頭部分に開業10周年記念ヘッドマークを掲出した。
    - 4月17日 開業10周年企画として、行先表示器のLED化に伴って不要となった方向幕装置3種、計75台を一般向けに販売。販売収益は東日本大震災の義援金として寄付された[28]。
- 2012年（平成24年）3月31日 路線バス区間のバス停における接近案内（バスロケーションシステム）の運用を停止。
- 2013年（平成25年）4月1日 守山市民病院駅を金屋駅に改称[29]。
- 2014年（平成26年）9月1日 消費税増税に伴う運賃改定実施[30]。
- 2016年（平成28年）
  - 3月12日 ICカード乗車券の全国相互利用サービスに対応[31]。
  - 4月1日 精神障害者（精神障害者保健福祉手帳提示者）への運賃割引を開始[32]。
- 2017年（平成29年）4月1日 高蔵寺系統を1時間2本に再び増便。
- 2022年（令和4年）5月30日 ガイドウェイバス志段味線の専用軌道に一般車両が侵入するトラブルが発生。一般車両の侵入は開業以来初めて[33][34]。
- 2023年（令和5年）1月4日　藤塚停留所を志段味交通広場停留所に改称し、中志段味止まりのを1区間延長し志段味交通広場行きとする。
- 2024年（令和6年）3月31日　ダイヤ改正により、志段味スポーツランド停留所を廃止。玉野川学園停留所 - 志段味サイエンスパーク停留所の経路を短絡化[35]。

## 運行

### 運行業務
ゆとりーとラインの運転業務は、一般道路を走行する平面区間の運行事業者が、専用軌道を走行する高架区間（ガイドウェイバス志段味線）の運行受託者を兼ねることで全区間を通して行っており、2009年10月1日以降は全便について名古屋市交通局（名古屋市営バス）大森営業所が行っている。
高架区間は法規制上トロリーバスと同様の扱いになるため、乗務員は大型第二種免許に加え、鉄道の動力車操縦者免許（無軌条電車運転免許）を所持している。
名古屋市交通局のバスロケーションシステム用GPS受信機および無線局がすべての車両に搭載されており、名古屋市交通局のウェブサイトで高架区間を含む全区間について検索することができる。高架区間では同じ情報を用いて列車集中制御装置（CTC）に相当する運行監視が行われている。

### 運行系統

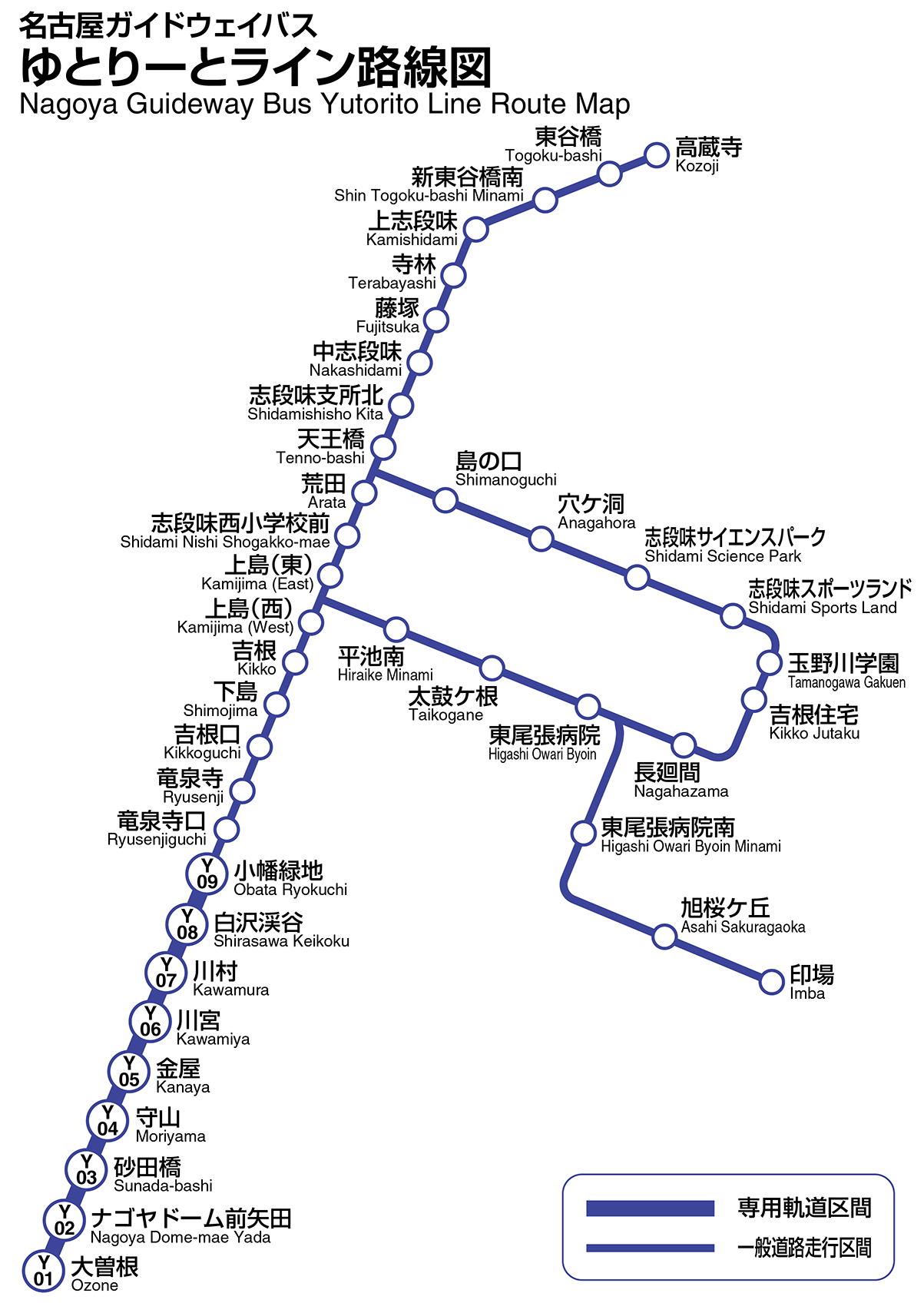
路線図

大曽根 - 小幡緑地は高架区間（ガイドウェイバス志段味線）を走行する。
- 大曽根 - 小幡緑地
- 大曽根 - 小幡緑地 - 竜泉寺口 （臨時便）
- 大曽根 - 小幡緑地 - 竜泉寺口 - 上島 - 志段味支所北 - 志段味交通広場
- 大曽根 - 小幡緑地 - 竜泉寺口 - 上島 - 東尾張病院 - 玉野川学園 - 志段味サイエンスパーク - 志段味交通広場
- 大曽根 - 小幡緑地 - 竜泉寺口 - 上島 - 志段味支所北 - 高蔵寺
- 印場 - 旭桜ケ丘 - 東尾張病院 - 上島 - 志段味支所北 - 高蔵寺 （出入庫系統）

毎年2月には龍泉寺の節分祭に合わせて、大曽根 - 竜泉寺口間の臨時バスを運行している。
日中時間帯は大曽根 - 高蔵寺系統が毎時2本、大曽根 - 志段味交通広場系統が毎時3本、大曽根 - 志段味スポーツランド - 志段味交通広場系統が毎時1本の運行である。運行間隔は大曽根 - 上島（西）が10分間隔、上島（西） - 志段味交通広場が10 - 20分間隔、中志段味 - 高蔵寺が30分間隔、上島（西） - 志段味サイエンスパーク - 志段味交通広場が60分間隔となる。
出入庫系統の印場 - 高蔵寺の系統は2009年10月1日より運行を開始し、高架区間に直通せず平面区間のみの運行である。
2023年1月4日より、藤塚バス停の名称を志段味交通広場へ名称変更のうえ、中志段味止まりとなっている全便を延長して志段味交通広場行きとした。
2024年3月31日より、志段味スポーツランド停留所を廃止し、玉野川学園停留所 - 志段味サイエンスパーク停留所の経路を短絡化した。

### 駅・停留所
- 高架区間（大曽根 - 小幡緑地）の各駅は全便停車する（平面区間とは異なり、駅で待機する客や降車ボタンによる申告がなくても通過できず、各駅で必ず前後両方のドアを開ける必要がある。起終点の場合は乗車または降車に必要な片方の扉のみ開ける。）。高架区間の途中に待避設備はなく、先発便が小幡緑地または大曽根まで先着する。なお、東尾張病院 - 長廻間で尾張旭市を通過しているが、停留所は設置されていない（運行区間が重複する名古屋市営バスには東尾張病院南停留所があるが、ゆとりーとラインは出入庫系統を除いて通過する）。
- 全駅・全停留所愛知県内に所在。

凡例
○：停車駅（乗降がなくても停車）
●：バス停（乗降がなければ通過）
∥：経由しないバス停
| 走行区分                             | 駅番号                       | 駅名・停留所名       | 大曽根 - 小幡緑地 | 大曽根 - 竜泉寺口 | 大曽根 - 志段味交通広場 | 大曽根 - 志段味サイエンスパーク - 志段味交通広場 | 大曽根 - 高蔵寺 | 印場 - 高蔵寺                                                      | 接続路線                                                                                      | 所在地          | 所在地 |
| ------------------------------------ | ---------------------------- | -------------------- | ----------------- | ----------------- | ----------------------- | ------------------------------------------------ | --------------- | ------------------------------------------------------------------ | --------------------------------------------------------------------------------------------- | --------------- | ------ |
| 高架区間（ガイドウェイバス志段味線） | Y01                          | 大曽根駅             | ○                 | ○                 | ○                       | ○                                                | ○               |                                                                    | 東海旅客鉄道：CF 中央本線 (CF04) 名古屋鉄道：ST 瀬戸線 (ST06) 名古屋市営地下鉄： 名城線 (M12) | 名古屋市        | 東区   |
| 高架区間（ガイドウェイバス志段味線） | Y02                          | ナゴヤドーム前矢田駅 | ○                 | ○                 | ○                       | ○                                                | ○               |                                                                    | 名古屋市営地下鉄： 名城線 (M13)                                                               | 名古屋市        | 東区   |
| 高架区間（ガイドウェイバス志段味線） | Y03                          | 砂田橋駅             | ○                 | ○                 | ○                       | ○                                                | ○               |                                                                    | 名古屋市営地下鉄： 名城線 (M14)                                                               | 名古屋市        | 東区   |
| 高架区間（ガイドウェイバス志段味線） | Y04                          | 守山駅               | ○                 | ○                 | ○                       | ○                                                | ○               |                                                                    | 名古屋鉄道：ST 瀬戸線（守山自衛隊前駅：ST08）                                                 | 名古屋市        | 守山区 |
| 高架区間（ガイドウェイバス志段味線） | Y05                          | 金屋駅               | ○                 | ○                 | ○                       | ○                                                | ○               |                                                                    |                                                                                               | 名古屋市        | 守山区 |
| 高架区間（ガイドウェイバス志段味線） | Y06                          | 川宮駅               | ○                 | ○                 | ○                       | ○                                                | ○               |                                                                    |                                                                                               | 名古屋市        | 守山区 |
| 高架区間（ガイドウェイバス志段味線） | Y07                          | 川村駅               | ○                 | ○                 | ○                       | ○                                                | ○               |                                                                    |                                                                                               | 名古屋市        | 守山区 |
| 高架区間（ガイドウェイバス志段味線） | Y08                          | 白沢渓谷駅           | ○                 | ○                 | ○                       | ○                                                | ○               |                                                                    |                                                                                               | 名古屋市        | 守山区 |
| 高架区間（ガイドウェイバス志段味線） | Y09                          | 小幡緑地駅           | ○                 | ○                 | ○                       | ○                                                | ○               |                                                                    |                                                                                               | 名古屋市        | 守山区 |
| 平面走行区間                         |                              | 竜泉寺口停留所       |                   | ●                 | ●                       | ●                                                | ●               |                                                                    |                                                                                               | 名古屋市        | 守山区 |
| 平面走行区間                         | 竜泉寺停留所                 |                      |                   | ●                 | ●                       | ●                                                |                 |                                                                    |                                                                                               | 名古屋市        | 守山区 |
| 平面走行区間                         | 吉根口停留所                 |                      |                   | ●                 | ●                       | ●                                                |                 |                                                                    |                                                                                               | 名古屋市        | 守山区 |
| 平面走行区間                         | 下島停留所                   |                      |                   | ●                 | ●                       | ●                                                |                 |                                                                    |                                                                                               | 名古屋市        | 守山区 |
| 平面走行区間                         | 吉根停留所                   |                      |                   | ●                 | ●                       | ●                                                |                 |                                                                    |                                                                                               | 名古屋市        | 守山区 |
| 平面走行区間                         | 上島（西）停留所             |                      |                   | ●                 | ●                       | ●                                                |                 |                                                                    |                                                                                               | 名古屋市        | 守山区 |
| 平面走行区間                         | 印場停留所                   |                      |                   | ∥                 | ∥                       | ∥                                                | ●               |                                                                    | 尾張旭市                                                                                      | 尾張旭市        |        |
| 平面走行区間                         | 旭桜ケ丘停留所               |                      |                   | ∥                 | ∥                       | ∥                                                | ●               |                                                                    | 尾張旭市                                                                                      | 尾張旭市        |        |
| 平面走行区間                         | 東尾張病院南停留所           |                      |                   | ∥                 | ∥                       | ∥                                                | ●               |                                                                    | 尾張旭市                                                                                      | 尾張旭市        |        |
| 平面走行区間                         | 平池南停留所                 |                      |                   | ∥                 | ●                       | ∥                                                | ∥               |                                                                    | 名古屋市 守山区                                                                               | 名古屋市 守山区 |        |
| 平面走行区間                         | 太鼓ヶ根停留所               |                      |                   | ∥                 | ●                       | ∥                                                | ∥               |                                                                    | 名古屋市 守山区                                                                               | 名古屋市 守山区 |        |
| 平面走行区間                         | 東尾張病院停留所             |                      |                   | ∥                 | ●                       | ∥                                                | ●               |                                                                    | 名古屋市 守山区                                                                               | 名古屋市 守山区 |        |
| 平面走行区間                         | 太鼓ヶ根停留所               |                      |                   | ∥                 | ∥                       | ∥                                                | ●               |                                                                    | 名古屋市 守山区                                                                               | 名古屋市 守山区 |        |
| 平面走行区間                         | 平池南停留所                 |                      |                   | ∥                 | ∥                       | ∥                                                | ●               |                                                                    | 名古屋市 守山区                                                                               | 名古屋市 守山区 |        |
| 平面走行区間                         | 長廻間停留所                 |                      |                   | ∥                 | ●                       | ∥                                                | ∥               |                                                                    | 名古屋市 守山区                                                                               | 名古屋市 守山区 |        |
| 平面走行区間                         | 吉根住宅停留所               |                      |                   | ∥                 | ●                       | ∥                                                | ∥               |                                                                    | 名古屋市 守山区                                                                               | 名古屋市 守山区 |        |
| 平面走行区間                         | 玉野川学園停留所             |                      |                   | ∥                 | ●                       | ∥                                                | ∥               |                                                                    | 名古屋市 守山区                                                                               | 名古屋市 守山区 |        |
| 平面走行区間                         | 志段味サイエンスパーク停留所 |                      |                   | ∥                 | ●                       | ∥                                                | ∥               |                                                                    | 名古屋市 守山区                                                                               | 名古屋市 守山区 |        |
| 平面走行区間                         | 穴ヶ洞停留所                 |                      |                   | ∥                 | ●                       | ∥                                                | ∥               |                                                                    | 名古屋市 守山区                                                                               | 名古屋市 守山区 |        |
| 平面走行区間                         | 島の口停留所                 |                      |                   | ∥                 | ●                       | ∥                                                | ∥               |                                                                    | 名古屋市 守山区                                                                               | 名古屋市 守山区 |        |
| 平面走行区間                         | 上島（東）停留所             |                      |                   | ●                 | ∥                       | ●                                                | ●               |                                                                    | 名古屋市 守山区                                                                               | 名古屋市 守山区 |        |
| 平面走行区間                         | 志段味西小学校停留所         |                      |                   | ●                 | ∥                       | ●                                                | ●               |                                                                    | 名古屋市 守山区                                                                               | 名古屋市 守山区 |        |
| 平面走行区間                         | 荒田停留所                   |                      |                   | ●                 | ∥                       | ●                                                | ●               |                                                                    | 名古屋市 守山区                                                                               | 名古屋市 守山区 |        |
| 平面走行区間                         | 天王橋停留所                 |                      |                   | ●                 | ●                       | ●                                                | ●               |                                                                    | 名古屋市 守山区                                                                               | 名古屋市 守山区 |        |
| 平面走行区間                         | 志段味支所北停留所           |                      |                   | ●                 | ●                       | ●                                                | ●               |                                                                    | 名古屋市 守山区                                                                               | 名古屋市 守山区 |        |
| 平面走行区間                         | 中志段味停留所               |                      |                   | ●                 | ●                       | ●                                                | ●               |                                                                    | 名古屋市 守山区                                                                               | 名古屋市 守山区 |        |
| 平面走行区間                         | 志段味交通広場停留所         |                      |                   | ●                 | ●                       | ●                                                | ●               |                                                                    | 名古屋市 守山区                                                                               | 名古屋市 守山区 |        |
| 平面走行区間                         | 寺林停留所                   |                      |                   |                   |                         | ●                                                | ●               |                                                                    | 名古屋市 守山区                                                                               | 名古屋市 守山区 |        |
| 平面走行区間                         | 上志段味停留所               |                      |                   |                   |                         | ●                                                | ●               |                                                                    | 名古屋市 守山区                                                                               | 名古屋市 守山区 |        |
| 平面走行区間                         | 新東谷橋南停留所             |                      |                   |                   |                         | ●                                                | ●               |                                                                    | 名古屋市 守山区                                                                               | 名古屋市 守山区 |        |
| 平面走行区間                         | 東谷橋停留所                 |                      |                   |                   |                         | ●                                                | ●               |                                                                    | 名古屋市 守山区                                                                               | 名古屋市 守山区 |        |
| 平面走行区間                         | 高蔵寺停留所                 |                      |                   |                   |                         | ●                                                | ●               | 東海旅客鉄道：CF 中央本線 (CF09) 愛知環状鉄道：愛知環状鉄道線 (23) | 春日井市                                                                                      | 春日井市        |        |

### 開業時の運行形態
ゆとりーとラインの開業前、この地域には以下のバス路線が存在した。
名古屋市営バス
- 千種12系統：千種駅前 - 守山図書館（守山駅付近） - 新守山駅 - 松坂町（白沢渓谷駅付近）

名古屋鉄道
- 志段味線：大曽根 - 小幡 - 上島 - 中志段味 - 高蔵寺駅北口

ジェイアール東海バス
- 瀬戸西線：名古屋駅 - 大曽根町 - 尾張小幡 - 上島 - 中志段味 - 高蔵寺駅（南口）
- 瀬戸西線：名古屋駅 - 大曽根町 - 尾張小幡 - 上島 - 志段味支所前 - 乗馬倶楽部前 - 瀬戸追分

ゆとりーとラインは守山 - 白沢渓谷間で千種12系統のルート（ただし新守山駅には入らない）、小幡緑地以東では志段味線および瀬戸西線のルートを通るように整備され、開業時には以下の系統が設定された。
- 大曽根 - 小幡緑地
- 大曽根 - 小幡緑地 - 中志段味
- 大曽根 - 小幡緑地 - 中志段味 - 高蔵寺（南口）
- 大曽根 - 小幡緑地 - 志段味支所前 - 乗馬倶楽部前 - 瀬戸みずの坂

都市計画段階（1993年 -1994年頃）では瀬戸方面は瀬戸追分までの運行とされていたが、実際には瀬戸みずの坂までの運行となったため、瀬戸西線は中志段味 - 乗馬倶楽部前 - 瀬戸追分に短縮の上で存続することとなった。その他の既存系統はゆとりーとライン開業時に廃止されている（ただし他系統の経路変更によりカバーされている部分がある）。なお、この都市計画には将来構想路線として神領駅、尾張旭駅、東谷山フルーツパークへの路線が記載されていたが、2024年現在実現していない。

### 名鉄バスおよびJR東海バスの撤退
ゆとりーとラインは既存のバス路線を取り込む形で開業したため、2009年9月30日までは名古屋市営バス大森営業所のほか、名鉄バス（2004年9月30日までは名古屋鉄道）春日井営業所およびジェイアール東海バス瀬戸支店も運行を行っていた。2006年9月にJR東海バスが高蔵寺系統から撤退した後は、大曽根 - 小幡緑地は名古屋ガイドウェイバスからの受託運行、小幡緑地 - 中志段味は共同運行、中志段味 - 高蔵寺は名鉄バスの単独運行、志段味支所前（現在の志段味支所北） - 瀬戸みずの坂はジェイアール東海バスの単独運行となっていた。
名鉄バスとジェイアール東海バスは2009年9月30日限りでゆとりーとラインから撤退することになり、高蔵寺系統は名古屋市営バスに移管、瀬戸みずの坂系統（大曽根 - 小幡緑地 - 志段味支所前 - 南原 - 森林公園 - 水野団地 - 瀬戸みずの坂）は廃止された。これにより平面区間は名古屋市営バスの単独運行となり、運賃や利用可能な乗車券類といった営業制度は名古屋市営バスの一般路線とおおむね統一された。なお、統一されなかった事項としては、名鉄バス昼間割引バスカードが使用できたこと（2012年2月29日解消）、ユリカ以外のトランパス対応カードが使用できなかったこと（2012年2月29日解消）、高架区間や名古屋市営地下鉄との乗継割引が設定されなかったことがある。また、後に名古屋ガイドウェイバス発行の連絡定期券が名古屋市営バス全線で利用できるようになった際、券面指定外の区間について効力に差が生じている。

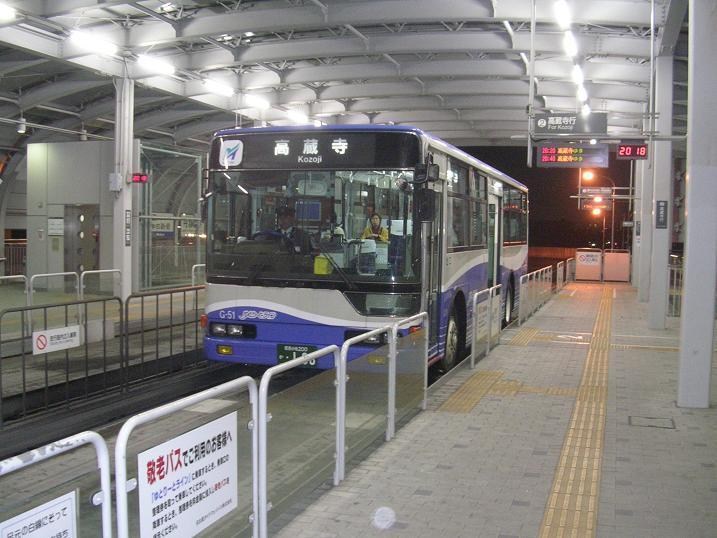
名鉄バス運行便（大曽根駅:2005年4月撮影）
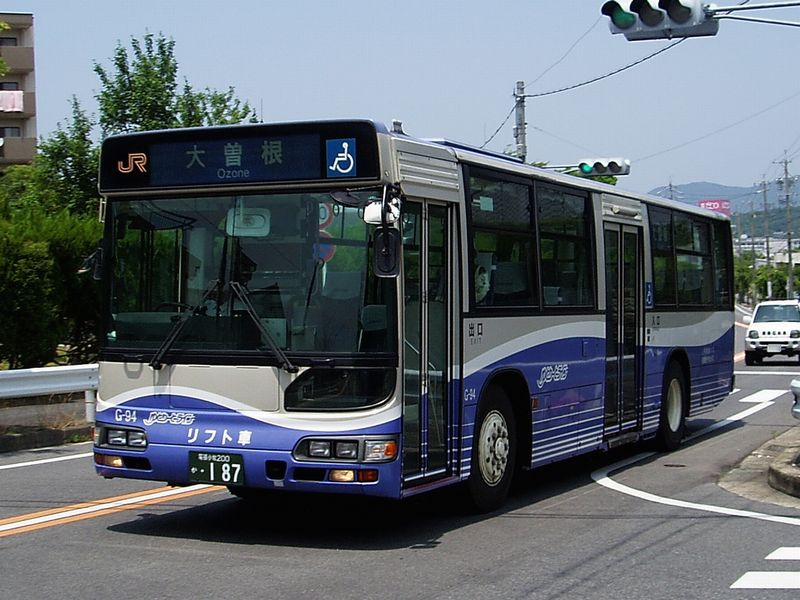
JR東海バス運行便（水野団地停留所:2009年6月撮影）

## 乗車方法
ゆとりーとラインの乗車方法は、一般路線バスに準ずる。
- 中扉から乗車。manaca利用の場合はICカード読み取り機にタッチする。それ以外の場合は整理券を取る。
- 前扉から下車。
  - manaca利用の場合は、運賃箱のICカード読み取り機にタッチする。
  - 現金利用の場合は、整理券番号を基に運賃表で運賃を確認し、整理券と現金を運賃箱に投入する。この時お釣りは出ないため、小銭を持ち合わせていない場合はあらかじめ両替機で両替をし、お釣りが無いように投入する。ただし両替機は旧500円硬貨および2000円以上の高額紙幣には対応していない。大曽根駅では営業時間帯、改札内の両替機が利用可能である。
  - manaca以外の定期券、敬老特別乗車券、福祉特別乗車券の場合は、運転士に提示の上、整理券のみ運賃箱に投入する。
  - 名古屋市交通局発行の一日乗車券類を利用している場合は、裏面の日付（紙製きっぷの場合は表面）を整理券とともに運転士に見せる（日付の印字がない場合は、カード挿入口に入れる）。高架区間の精算が必要な場合は、このあと精算の手続きに入る。
  - 障害者手帳、療育手帳（愛護手帳等）による割引を受ける場合は手帳を運転士に提示の上、現金を運賃箱に投入するか、カードを通す。
    - 身障者1種・精神障害1級・知的障害重度者の介護人は、本人のつぎに降車して、料金支払い前に運転手に「介護人である」ことを告げてから、料金を支払うか、カードを通す。

なお、大曽根駅では朝のラッシュ時間帯、多客時、延着時には、車内での運賃徴収は行わず、駅2階の改札口にて"駅徴収"を実施している。
大曽根駅の改札口には、バス車内に設置されているのと同型の運賃箱が4台設置されており、これらは駅徴収時に使用される。

## 運賃
高架区間内および高架区間と平面区間に跨る区間の運賃については「名古屋ガイドウェイバス#運賃」を、平面区間の運賃については「名古屋市営バス#乗降方式・料金」を参照。

## 利用可能な乗車券類
高架区間内および高架区間と平面区間に跨る区間で利用可能な乗車券については「名古屋ガイドウェイバス#利用可能な乗車券類」を、平面区間で利用可能な乗車券類については「名古屋市営バス#乗降方式・料金」を参照。

## 利用状況
高架区間
名古屋ガイドウェイバスガイドウェイバス志段味線#利用状況を参照。
平面区間
名古屋市営バスについては系統別の利用者数が公表されていないが、2022年度の営業係数は143とされている。